# 周伯乃
周伯乃（1933年8月14日—），別號豐君，筆名帆影，臺灣當代詩人、詩論家、文論家。

## 生平
廣東省五華縣人，1949年隨軍赴登步島，年僅16歲即參戰第二次國共內戰登步島戰役，1951年5月間轉進來台，空軍通信學校機務科44年班畢業，服務空軍多年，退役後轉任文化界工作。
曾任行政院機要祕書、行政院文化建設委員會主任委員辦公室主任、《中央月刊》、《中央日報》副刊編輯、香港亞洲出版社駐臺執行編輯、《世界論壇報》副社長兼副刊主編、中國作家協會祕書長、《中國雜誌》英文版主編、中國文化大學董事會祕書、美國帝舜文化國際大學教授兼臺北代表、河南開封大學董事兼客座教授、中國詩歌藝術學會理事長、國軍登步聯誼會會長。
周伯乃著有詩集、散文集、論述集、傳記集與小說集。曾獲中國文藝協會中國文藝獎章、國軍新文藝金像獎、教育部「詩教獎」、美國帝舜文學國際大學獎章等獎項。
2023年中華民國裝甲兵三三協會與中華登步戰友協會於慶祝黃埔建軍、建校百年系列活動中，表揚「古寧頭大捷 」與「登步島大捷」的抗戰英雄，國軍登步聯誼會會長周伯乃為當年登步島戰役參戰人員，受邀在台北市國軍英雄館一樓大會堂，接受頒贈抗戰英雄錦旗。

## 作品與特色
周伯乃的創作文類有論述、詩、散文、小說和傳記。作者認為寫文藝論評，必須冷靜、理性、客觀，並具有一種回顧與前瞻的自覺，寫詩要用情，寫散文要用愛，寫小說要有豐富的生活經驗。其作品風格探討人性層面，饒富趣味，並具有幽遠獨特的文化內涵，發人省思。
詩集
- 《濁流溪畔》

散文集
- 《創造幻想的人》
- 《夢迴長樂》
- 《晴窗小語》
- 《仰望蒼穹》
- 《又是秋涼時節》
- 《只是因為寂寞》
- 《周伯乃散文選》
- 《周伯乃自選集》

論述集
- 《二十世紀的文藝思潮》
- 《孤寂的一代》
- 《古典與現代》
- 《焦慮的一代》
- 《近代文藝新潮》
- 《近代西洋文藝新潮》
- 《論現實主義》
- 《情愛與文學》
- 《現代詩的欣賞》
- 《現代文藝論評》
- 《現代小說論》
- 《現代小說之研究》
- 《影響人生的書》
- 《早期新詩的批評》
- 《中國新詩之回顧》

傳記集
- 《桂水長清──馬君武傳》

小說集
- 《幾度寒林孤路》

## 荣誉
- 中國文藝獎章(第11屆1970年文藝評論獎)
- 國軍新文藝金像獎
- 中華民國教育部「詩教獎」
- 美國帝舜文學國際大學獎章
- 登步島大捷抗戰英雄錦旗